# Свій до свого по своє
«Свій до свого по своє!» — принцип, який зародився серед українців Австро-Угорщини в кінці XIX століття і діяв в Галичині в 1920-1930-х за часів польської окупації. Люди гуртувалися, щоб протидіяти експансії польського та єврейського капіталу і стимулювали розвиток вітчизняного виробництва, власного бізнесу.
Гасло «Свій до свого по своє» вживається в сучасній політичній і економічній риториці.

## Історія
Українськими підприємцями були організовані:
- кредитові спілки — асоціація Центробанк (Крайовий Союз Кредитовий),
- сільські споживчі й торговельні спілки — Центросоюз (Спілка Кооперативних Союзів у Львові),
- молочні кооперативи — Маслосоюз (Союз руських молочарських спілок),
- міські торговці — «Народна торгівля».

Їхніми гаслами були — «Спирайся на власні сили!», «Свій до свого по своє!», «Українські гроші — в українські руки — на українські справи!»
У 1921 році в Західній Україні, переважно в Галичині, було 580 українських кооперативів. У 1939 — майже 4000.
Такі кооперативи фінансували духовні, культурні, а також визвольно-державницькі змагання українців.
Гасло пол. Swój do swego po swoje вживалося також польськими націоналістами, особливо популярним було в останні роки перед Другою світовою війною. Гасло закликало польську громадськість бойкотувати єврейську торгівлю (бойкот було вперше оголошено в 1912 році) і купувати припаси в магазинах, якими керували польські торговці. Гасло виникло з переконання, що єврейські магазини забирають клієнтів і заробіток у польських закладів.